# M67 (безвідкатна гармата)
90-мм безвідкатна гармата M67 (англ. M67 recoilless rifle) — американська безвідкатна гармата розробки кінця 1950-х—початку 1960х років. M67 надходив у війська як ефективний протитанковий засіб для підрозділів піхоти і активно використовувався американськими збройними силами у роки війни у В'єтнамі, де вони успішно застосовувалися піхотою як проти бронетехніки Північного В'єтнаму, і проти легких фортифікаційних укріплень, кулеметних гнізд тощо. Він також міг бути використаний у протипіхотній ролі з використанням осколкового снаряду M590. З середини 1970-х років М67 стали поступово замінятися на найсучасніші протитанкові керовані ракети BGM-71 TOW (з 1970 року) та M47 Dragon (з 1975 року). Вже в 2010—2011 роках ЗС США знову почали використовувати ці вогневі засоби під час ведення бойових дій в Афганістані як зброю підтримки піхоти, для знищення легких укріплень, ураження противника, що ховається в невеликих будівлях та інше. Крім США, гармати М67 і боєприпаси до них випускалися у Південній Кореї, де ці гранатомети також перебувають на озброєнні.

## Історія
Безвідкатна гармата M67 була прийнята на озброєння армії США у 1959 році. Активно використовувалася піхотними підрозділами під час війни у В'єтнамі паралельно із більшою 106-мм гарматою M40. M67 виявилася ефективною зброєю, хоча в основному використовувалася особовим складом американської армії та морської піхоти в бою проти ворожої піхоти, і майже не використовувався проти бронетехніки та навіть проти фортифікаційних укріплень В'єтконга. Незважаючи на те, що війська високо оцінили її ефективність, M67 піддавалася жорсткій критиці через надмірну вагу та довжину цієї зброї, а також через небезпечну зону витоку порохових газів позаду гармати при пострілі, що часто виключало її використання в наступальних операціях. Через ці недоліки підрозділи морської піхоти частіше продовжували використовувати застарілу M20 Super Bazooka, а не M67. M67 також був наданий протитанковим взводам 1 ATF (австралійсько-новозеландської оперативної групи) під час війни у В'єтнамі, через свою вагу використовувався поблизу периметра оборонних баз.
Починаючи з 1975 року, в армійські підрозділи почали масово надходити новітні протитанкові керовані комплекси M47 «Драгон».
Втім, M67 не був повністю знятий з експлуатації в піхотних підрозділах. Натомість він був збережений як заміна стандартній протитанковій зброї для спеціальних завдань або в специфічних бойових умов. Оскільки протитанкові батареї оснащені BGM-71 TOW і M47 Dragon могли вийти з ладу при надзвичайно низьких температурах експлуатації, M67 використовувався для підрозділів, які розгорталися в арктичних умовах, і залишався в багатьох піхотних підрозділах Західної Німеччини. Крім того, в середині 1980-х інженерні батальйони американського VII корпусу й військової поліції в Західній Німеччині використовували M67 як основну протитанкову та протитранспортну зброю. До 1990-х років 6-та легка піхотна дивізія на Алясці все ще використовувала M67 у своїх взводах вогневої підтримки. Дві M67 були використані підрозділами 193-ї піхотної бригади під час операції «Справедлива справа» в Республіці Панама в 1989 році, використовуючи протипіхотні боєприпаси M590. Так само, міське середовище Західного Берліна спонукало армію залишити зброю у 4-му, 5-му та 6-му батальйонах 502-го піхотного полку Берлінської бригади ще взимку 1991 року; M47 Dragon замінив його лишень у січні 1992 року. Армійські рейнджери зберігали M67 у своїх взводах зброї до 1990-х років, коли його замінили на 84-мм M3 «Карл Густав». У 1983 році під час операції «Невідкладна лютість» в Гренаді M67 рейнджерів відіграли ключову роль у знищенні двох БТР-60 Народно-революційної армії. Нарешті, підрозділи бойових інженерів використовували M67 для знищення бункерів та інших довготривалих вогневих точок принаймні ще в 1990 році.
В період з 1981 по 1992 рік сальвадорська армія отримала 379 M67 і використовувала їх у міській війні проти повстанців FMLN. Аргентинська армія також застосовувала кілька M67 під час Фолклендської війни. Королівські сухопутні війська Саудівської Аравії використовували M67 проти Іраку під час війни в Перській затоці.
У лютому 2011 року повідомлялося, що запаси надлишкових безвідкатних гармат M67 були знову передані 101-й повітрянодесантній дивізії для виконання бойових завдань в Афганістані. Кілька одиниць цієї зброї були передані 506-му піхотному полку «Куррахі», 4-ї бригадній бойовій групі, для використання проти укріплень і районів зосередження особового складу Талібану. M67 використовувався у відповідь на запит американських військових як зброя, що перезаряджається, для використання в статичних оборонних опорних пунктах, а також у засідках. Зокрема, широко використовувався протипіхотний снаряд, оснащений флешетами.

## Порівняльна таблиця зразків аналогічної зброї
| Зразок зброї     | Калібр | Початкова швидкість | Бойова частина | Бронебійність | Дальність ефект.ураження | Приціл |
| ---------------- | ------ | ------------------- | -------------- | ------------- | ------------------------ | ------ |
| M67              | 90-мм  | 213 м/с             | 3,06 кг HEAT   | 350 мм        | 300 м                    | 3×     |
| M2 «Карл Густав» | 84-мм  | 255 м/с             | 1,70 кг HEAT   | 400 мм        | 450 м                    | 2×     |
| LRAC F1          | 89-мм  | 295 м/с             | 2,20 кг HEAT   | 400 мм        | 500 м                    | 3x     |
| РПГ-7            | 93-мм  | 115 м/с             | 2,60 кг HEAT   | 500 мм        | 300 м                    | 2.7×   |
| B-300            | 82-мм  | 280 м/с             | 3,00 кг HEAT   | 400 мм        | 400 м                    | не має |

## Країни-оператори

### Поточні
- : Сухопутні війська Сальвадора
- : Сухопутні війська Республіки Корея
- : Сухопутні війська Філіппін

### Колишні
- Армія США та Корпус морської піхоти США
- : Австралійська армія
- : Сухопутні війська Гватемали
- : Сухопутні війська Гондурасу
- : Сухопутні війська Греції
- : Сухопутні війська Мексики
- : Сухопутні війська Нікарагуа
- Новозеландська армія
- : Королівська армія Саудівської Аравії
- Збройні сили Південного В'єтнаму

## Зброя схожа за призначенням, ТТХ і часом застосування
- 105-мм безвідкатна гармата Modelo 1968
- L6 WOMBAT
- Breda Folgore
- 105-мм безвідкатна гармата LG 42
- СПГ-9
- 82-мм безвідкатна гармата Б-10
- 107-мм безвідкатна гармата Б-11
- 75-мм безвідкатна гармата M20
- 106-мм безвідкатна гармата М40
- 95-мм безвідкатна гармата 95 S 58-61
- Vespa 150 TAP
- Pansarvärnspjäs 1110